# Cozzano (Langhirano)
Cozzano è una frazione di Langhirano, in provincia di Parma.
La località dista 6,74 km dal capoluogo.

## Geografia fisica
La località sorge sul versante sinistro della val Parma sul monte Pozzo, ricco di fredde sorgenti; ai margini dell'abitato si estende la Pineta di Cozzano, che prosegue anche sui vicini monti Arvasina e Corno.

## Storia
La prima testimonianza dell'esistenza del borgo di Cociano risale al 1005, quando la pieve fu menzionata nell'Ordo Archipresbiterorum Plebium voluto dal vescovo di Parma Sigifredo II.
Il castello fu nominato per la prima volta nel 1035, quando l'imperatore del Sacro Romano Impero Corrado II il Salico lo assegnò al vescovo di Parma Ugo unitamente ad altre terre del Parmense.
Tra il XIV e il XV secolo il territorio fu assegnato ai Rossi, feudatari anche delle vicine Castrignano e Antesica. Nel 1464 Pier Maria II assegnò nel testamento al figlio Bernardo i manieri di Castrignano, Beduzzo, Pugnetolo, Corniglio, Roccaferrara, Roccaprebalza, Corniana, Bosco di Corniglio e Cozzano, con Antesica e Mazza, ma l'erede designato premorì al padre nel 1468; Pier Maria destinò quindi al figlio Guido parte dei suddetti beni, tra cui Cozzano, ma la guerra dei Rossi del 1482 impedì la successione e il feudo passò infine alla diocesi di Parma, che ne mantenne i diritti fino alla loro abolizione sancita da Napoleone nel 1805. La località divenne quindi frazione del nuovo comune (o mairie) di Langhirano.
Agli inizi del XX secolo don Rodolfo Zenoni, parroco di Cozzano, piantumò i monti Arvasina, Pozzo e Corno, aridi da secoli, con pini neri, abeti rossi e bianchi, dando origine alla Pineta di Cozzano; in suo onore fu eretto nel 1979 un cippo alla memoria.

## Monumenti e luoghi d'interesse

### Chiesa dei Santi Bartolomeo e Martino

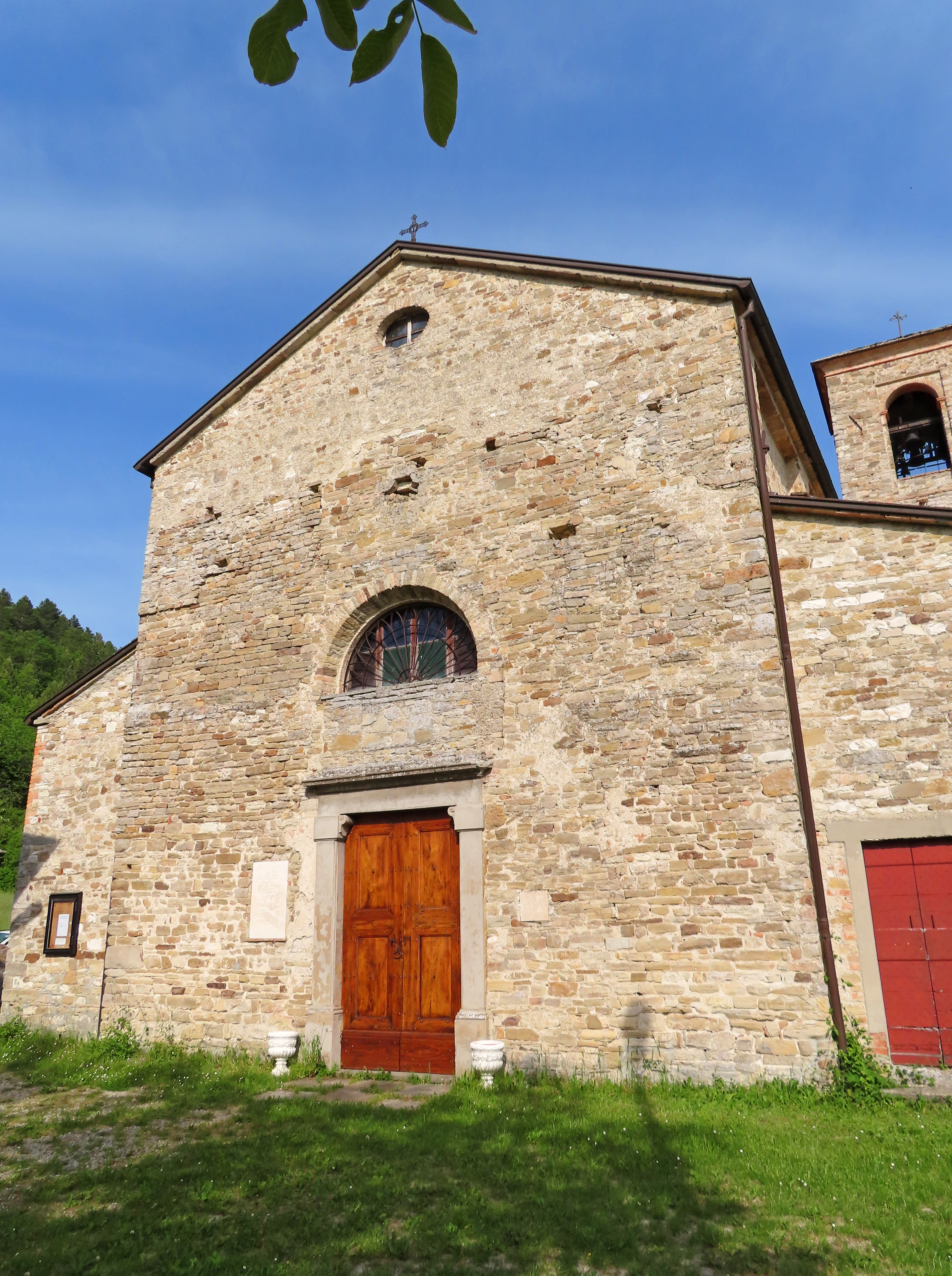
Facciata della chiesa dei Santi Bartolomeo e Martino

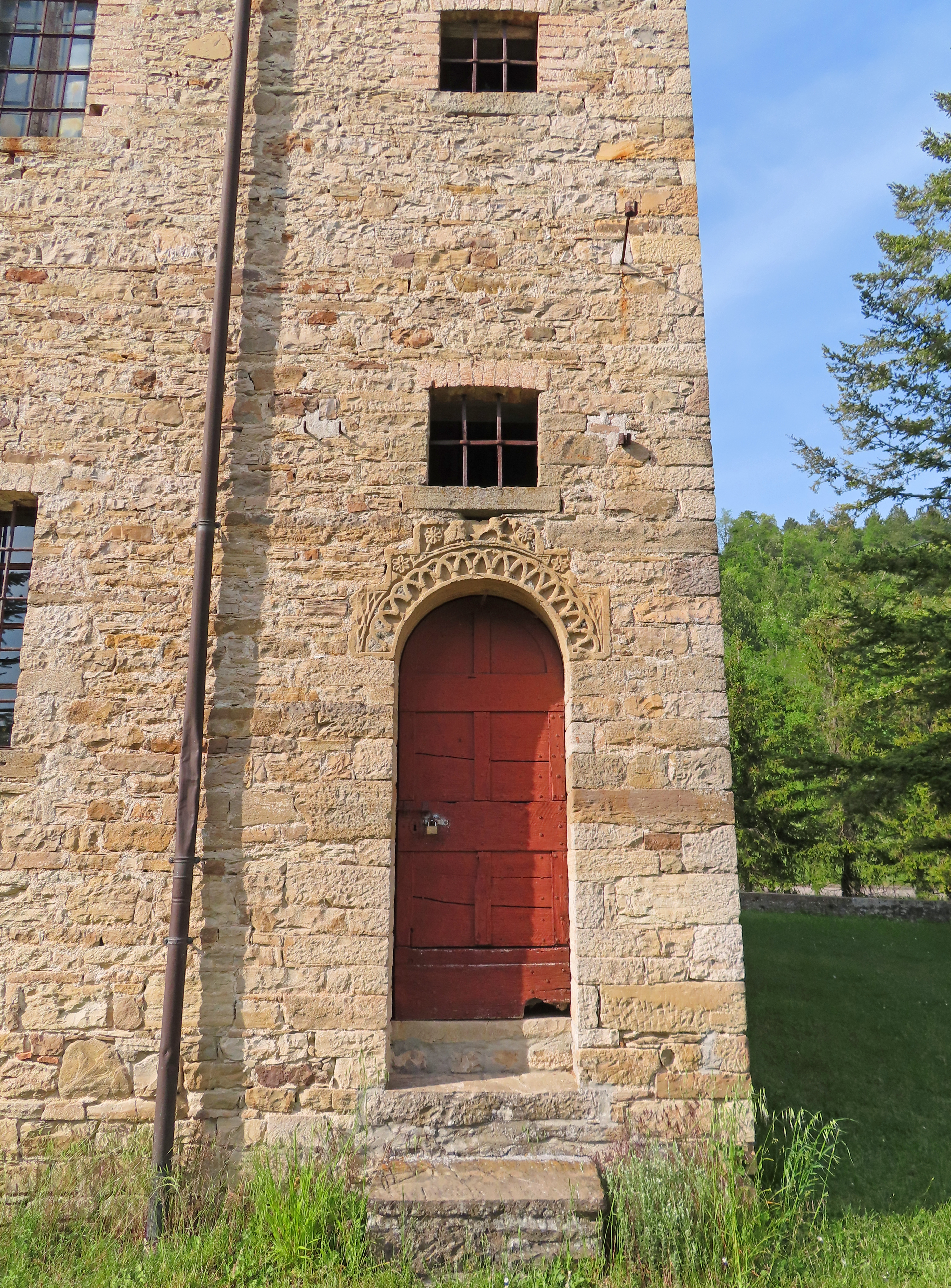
Portale d'ingresso della canonica della chiesa dei Santi Bartolomeo e Martino

Menzionata per la prima volta nel 1005, la pieve romanica fu quasi completamente ricostruita tra il 1832 e il 1854 su progetto dell'ingegner Francesco Bertè, riutilizzando i materiali del preesistente edificio; decorata internamente in stile neoclassico, fu completata nelle cappelle laterali tra il 1946 e il 1974; la chiesa conserva della struttura originaria la facciata e l'archivolto decorato con un bassorilievo dell'ingresso della canonica; al suo interno ospita alcuni dipinti di pregio, tra cui la pala cinquecentesca raffigurante i Santi Martino e Bartolomeo.

### Castello
Edificato entro l'XI secolo, il castello fu assegnato nel 1035 alla diocesi di Parma; acquisito dai Rossi tra il XIV e il XV secolo, rientrò nelle mani del vescovo di Parma dopo il 1482; completamente abbandonato, se ne persero le tracce già nel XVI secolo.